# ديوك فاريل
ديوك فاريل (بالإنجليزية: Duke Farrell) هو لاعب كرة قاعدة أمريكي، ولد في 31 أغسطس 1866 في West Boylston, Massachusetts ‏ في الولايات المتحدة، وتوفي في 15 فبراير 1925 في بوسطن في الولايات المتحدة.

## وصلات خارجية
- ديوك فاريل على موقعبيزبول رفرنس.كوم (الدوري الرئيسي) (الإنجليزية)
- ديوك فاريل على موقعبيزبول رفرنس.كوم (الدوري الثانوي) (الإنجليزية)
- ديوك فاريل على موقع جمعية أبحاث البيسبول الأمريكية (الإنجليزية)